# مارکو پیتروزلا
مارکو پیتروزلا (انگلیسی: Marco Pitruzzella; زاده ۹ نوامبر ۱۹۸۵) موسیقی‌دان اهل ایالات متحده آمریکا است. وی از سال ۱۹۹۴ میلادی تاکنون مشغول فعالیت بوده است.